# Bischheim (Dolny Ren)
Bischheim – miejscowość i gmina we Francji, w regionie Grand Est, w departamencie Dolny Ren.
Według danych na rok 1990 gminę zamieszkiwało 16 308 osób, 3698 os./km².

Herb, zastąpił stary (kojarzący się z kościołem) w XIX wieku